# Theriella galianoae
Theriella galianoae är en spindelart som beskrevs av Braul, Lise 1996. Theriella galianoae ingår i släktet Theriella och familjen hoppspindlar. Inga underarter finns listade i Catalogue of Life.